# 北野更
北野 更（きたの さら、8月11日 - ）は、日本の女性声優。大阪府貝塚市出身。ケッケコーポレーション所属。

## 経歴
大阪府立三国丘高等学校卒業後、声優を志し大阪芸術大学に進学。在学中に現事務所の所属オーディションを受け合格、所属に至る。

## 人物
方言は泉州弁、大阪弁。
趣味は古着屋めぐり、野球観戦、ネイル、K-POP、ピアノ。特技はマグロの部位を答えられる、電卓早打ち。
横浜DeNAベイスターズファン。
所属当時しばらくはオーディションやレッスンのために夜行バスで週に一度東京へ通う生活を送っていた。
兄がいる。

## 出演

### テレビアニメ
2021年
- うらみちお兄さん（子供、女性社員、大学生）
- SSSS.DYNAZENON（女性ナレーションβ） - 2023年に劇場総集編公開
- ひげを剃る。そして女子高生を拾う。（OL)
- アイドリッシュセブン Third BEAT!
- ブルーピリオド

2022年
- であいもん（梅花）
- 舞妓さんちのまかないさん (舞妓)
- 東京ミュウミュウ にゅ〜♡（生徒、園児）
- 悪役令嬢なのでラスボスを飼ってみました（メイド、生徒）
- 虫かぶり姫（村娘）

2023年
- ニンジャラ（ベティ）

### ゲーム
- 天華百剣 -斬-（2016年、石田切込正宗）
- 青空アンダーガールズ!（2017年、今泉更菜）
- はじまりの島-淡路島日本遺産RPG（2019年、ツクミ）
- 黒騎士と白の魔王（2020年、ハルワタート、トラソルテオトル）
- ミコノート はれときどきけがれ（2021年、シタテルヒメ）

### ボイスコミック
- 溺愛ロワイヤル (2020年、神楽一姫）